# Instituto de Investigación y Tecnología Agroalimentaria
El Instituto de Investigación y Tecnología Agroalimentarias (en catalán: Institut de Recerca i Tecnologia Agroalimentàries, IRTA) es una empresa pública de la Generalidad de Cataluña, adscrita al Departamento de Agricultura, Ganadería, Pesca, Alimentación y Medio Natural, y sujeta al derecho privado, creada mediante Ley 23/1985 del 28 de noviembre y posteriormente modificada por la Ley 4/2009 de 15 de abril.
La finalidad del IRTA es contribuir a la modernización, a la mejora y al impulso de la competitividad, al desarrollo sostenible de los sectores agrario, alimentario, agroforestal, acuícola y pesquero, y también de los directa e indirectamente relacionados con el suministro de alimentos sanos y de calidad a los consumidores finales; a la seguridad alimentaria y a la transformación de los alimentos y, en general, a la mejora del bienestar y la salud de la población.
Actualmente, el IRTA dispone de 10 centros propios y de 7 consorciados que forman el Sistema Cooperativo del IRTA. En total, en el IRTA trabajan 650 personas de las que 238 son investigadores e investigadoras. En el conjunto del Sistema Cooperativo trabajan 1.251 personas.
Josep Tarragó y Colominas fue el fundador del Instituto y primer director general del IRTA hasta 2008. El relevó Josep Maria Monfort y Bolívar, que fue director de 2008 a 2018. Desde julio de 2018 ocupa el cargo el Dr. Josep Usall y Rodié.

## Áreas de investigación
La estructura científica del IRTA consta de 5 áreas de investigación fundamentales: Industrias Agroalimentarias, Producción Vegetal, Producción Animal, Medio Ambiente y Cambio Global y Economía Agroalimentaria. Cada área está formada por programas y subprogramas, cada una de ellas con su coordinador y director, respectivamente.

### Industrias Agroalimentarias
Esta área cuenta con cuatro programas: Tecnología Alimentaria, Funcionalidad y Nutrición, Calidad del Producto y Seguridad Alimentaria.
Tecnología alimentaria
- Ingeniería alimentaria.
- Procesos en la industria alimentaria.
- Nuevas tecnologías de proceso.

Funcionalidad y Nutrición
- Aplicar ingredientes y compuestos bioactivos (antioxidantes, micronutrientes, péptidos, etc.) en alimentos para mejorar su calidad nutritiva y tecnológica.
- Adecuar alimentos a las nuevas condiciones sociales, ambientales y a la aplicación de nuevas tecnologías de conservación.
- Obtener, caracterizar y evaluar funcionalmente compuestos bioactivos a partir de materias primas y subproductos alimentarios de origen vegetal y animal.
- Estudiar las proteínas con implicaciones tecnológicas y funcionales en relación con la genética y al manejo de los animales. Identificar genes asociados a las proteínas expresadas en tratamientos o procesos diferenciales.
- Estudiar las proteínas y enzimas en procesos tecnológicos y aplicación de nuevas tecnologías.
- Obtener perfiles de metabolitos en plantas y animales, mediante técnicas combinadas de separación y de espectroscopia.
- Tratamiento bioinformático de los datos metabólicos. Identificación de metabolitos específicos. Generación de perfiles específicos de lípidos, fitoesteroles y vitaminas.

Calidad del Producto
- Evaluación de la calidad de la carne desde el punto de vista tecnológico, nutritivo, sensorial y social en relación con la genética, la alimentación, el tratamiento ante- y post mortem de la carne (porcino, vacuno, ovino, conejo y aves) y del pescado.
- Respecto a las preferencias de los consumidores, intentar conocer su opinión,  aceptabilidad y actitud en aspectos relacionados con la carne y el pescado.

Seguridad Alimentaria
- Contribuir a la mejora de la seguridad alimentaria mediante estudios de vida útil segura.
- Mejorar las técnicas de detección tanto de patógenos alimentarios como de microorganismos de interés tecnológico, así como de residuos y contaminantes químicos.
- Profundizar en el conocimiento de la ecología microbiana en alimentos y en el estudio de biomarcadores en tejidos animales.
- Estudiar el efecto de las nuevas tecnologías de proceso y conservación en la fisiología de los microorganismos y en los contaminantes de neoformación en los alimentos.
- Profundizar en el conocimiento de la microbiología predictiva para diseñar y validar nuevos procesos.

### Producción Vegetal
Esta área cuenta con cinco programas: Postcosecha, Fruticultura, Cultivos Extensivos, Protección Vegetal Sostenible y Genómica y Biotecnología.
Postcosecha
- Estudiar los problemas relacionados con la post-recolección de fruta y verdura buscando mejoras en los procesos y tecnologías que contribuyen a una rentabilidad más elevada y a una mejora de la calidad de los productos.
- Contribuir a la adaptación y al desarrollo de productos, métodos, procesos y, en general, de tecnología aplicable al sector de post-recolección de fruta, de verdura y de otros vegetales frescos.
- Optimizar la aplicación de tratamientos y de la tecnología de conservación (en frío y en atmósferas controladas) en diferentes especies y variedades de productos hortofrutícolas.
- Contribuir a un mejor conocimiento de los aspectos fisiológicos y bioquímicos de la conservación.
- Estudiar el efecto de los factores de campo en la transmisión y supervivencia de los patógenos en frutas y hortalizas.
- Estudiar el comportamiento de los microorganismos patógenos de transmisión alimentaria en frutas y hortalizas enteras y mínimamente procesadas.
- Garantizar la seguridad microbiológica y alargar la vida útil de fruta y vegetales mínimamente procesados. Evaluar y buscar nuevos métodos de desinfección y control del crecimiento de microorganismos patógenos y alterantes. Nuevas tecnologías aplicadas a frutas y hortalizas.

Fruticultura
- La renovación y mejora constante de la estructura productiva, trabajando el material vegetal, desde la selección y/o evaluación, hasta la mejora genética, aportando nuevas variedades, adaptadas a las diferentes condiciones agroclimáticas y a los distintos mercados.
- El uso eficiente de los inputs de producción.
- La reducción de los costes de producción y mejora de la productividad.
- El desarrollo de modelos que contemplen los sistemas integrados de producción, conservación y distribución atendiendo a la conservación de los recursos naturales y al respeto del medio ambiente.
- La obtención de una calidad excelente en los productos frutícolas (características comerciales, atributos organolépticos y propiedades nutritivas).

Cultivos Extensivos
- Dar respuesta a los retos actuales de la agricultura extensiva mediante el desarrollo, evaluación e introducción de material vegetal mejorado, la generación de conocimiento científico en el ámbito de los cultivos extensivos.
- Optimización de las técnicas de cultivo atendiendo a la necesaria reducción de costes e impacto ambiental.

Protección Vegetal Sostenible
- Desarrollar técnicas innovadoras para proteger los cultivos de las enfermedades,  plagas y agentes abióticos que disminuyen el rendimiento y la calidad de los productos agrarios y forestales, priorizando los métodos biológicos, físicos, químicos de bajo riesgo y culturales, frente a los métodos convencionales de utilización de fitosanitarios, desde la fase inicial de vivero pasando por la productiva, la postcosecha y el almacenamiento de los mismos.

Genómica y Biotecnología
- Investigación en genómica de plantas y cultivo in vitro de especies hortícolas y frutales, mediante marcadores moleculares por identificación varietal y selección asistida con marcadores en especies hortícolas, árboles frutales y plantas ornamentales.
- Genómica en hortícolas y frutales.
- Técnicas de cultivo in vitro por la obtención de líneas diplohaploides en hortícolas y ornamentales.
- Transformación genética de arroz, tabaco, melón, tomate, pimiento y vid.
- Mejora genética de especies ornamentales. Transferencia tecnológica al sector privado.

### Producción Animal
Esta área cuenta con cuatro programas: Genética y Mejora Animal, Acuicultura, Nutrición, Salud y Bienestar Animal y Sanidad Animal.
Genética y Mejora Animal
- Desarrollar e implementar programas de gestión, selección, difusión, conservación y mejora de los recursos genéticos animales.
- Contribuir al conocimiento de la base genética de caracteres de interés en especies animales.
- Diseñar y aplicar metodologías para la evaluación genética de los animales y el análisis de información mediante herramientas de genética cuantitativa y molecular.
- Desarrollar sistemas de gestión dirigidos al sector para mejorar la eficiencia productiva, la competitividad y la calidad del producto.

Acuicultura
- Investigación estratégica en el campo de la acuicultura, facilitando la transferencia eficaz al sector, sus empresas y a la administración pública.
- Seguimiento del medio en las zonas marinas de producción y seguridad alimentaria en marisco para disminuir el riesgo alimentario de intoxicaciones. Valorización de los productos marinos. Diseño y ejecución del Programa de Seguimiento de la Calidad de las Aguas, moluscos y fitoplancton tóxico en las zonas de producción de marisco del litoral catalán que incluye: parámetros ambientales, indicadores microbiológicos  (E. coli), toxinas marinas, substancias contaminantes, metales pesados, organoclorinas, HAPs, dioxinas.
- Desarrollo de la investigación con nuevas especies acuáticas o procesos para mejorar la calidad y productividad de las especies comerciales. Dirigir el esfuerzo a los sistemas y especies acuáticas, tanto desde el punto de vista productivo como de sostenibilidad. Buscar la interdisciplinariedad con sinergias entre las líneas y programas de investigación.

Nutrición, Salud y Bienestar animal
- Aportar sostenibilidad a la producción animal bajo las nuevas disposiciones y requerimientos de la Unión Europea.
- Valorar nuevos productos alternativos a los antibióticos promotores del crecimiento, así como generar conocimiento sobre las condiciones de los procesos digestivos de los animales en situaciones que comprometen el bienestar animal.
- Estudiar cómo mejorar el bienestar de los animales bajo las condiciones que exige el nuevo modelo de producción animal.

Sanidad Animal
- Investigación y desarrollo tecnológico, estudios y enseñanza en el campo de la sanidad animal.
- Desarrollar programas de investigación y desarrollo dentro del ámbito de la sanidad animal.
- Transferir al sector los avances científicos.
- Prestar servicios dentro del ámbito de la investigación y el desarrollo tecnológico, mediante programas concertados de I+D.
- Asesorar a empresas del sector agroalimentario, la administración pública y dar soporte tecnológico en el ámbito de la salud animal.
- Organizar programas de formación científica y técnica.

### Ambiente y Cambio Global
Esta área cuenta con cinco programas: Gestión Integral de Residuos Orgánicos, Ecosistemas Acuáticos, Horticultura Ambiental, Producción Ecológica y Bioenergía y Uso Eficiente del Agua.
Gestión Integral de Residuos Orgánicos
- Desarrollar nuevos conocimientos y tecnologías en el ámbito de la gestión sostenible de residuos orgánicos producidos por los diferentes sectores de actividad (residuos agrícolas, ganaderos, industriales y municipales).
- Aportar una visión integral de la problemática y transversal de las soluciones tecnológicas y de gestión.

Ecosistemas Acuáticos
- Investigación de los procesos de cambio global a los ecosistemas acuáticos continentales y costeros.
- Integración de la información procedente de observaciones, experimentos y modelos para mejorar la capacidad predictiva sobre la evolución futura de los ecosistemas acuáticos.
- Aplicar los conocimientos obtenidos para poner medidas de gestión para mitigar los efectos negativos del cambio global sobre la biodiversidad.
- Analizar la conexión entre los procesos fluviales, deltaicos (estuarinos) y marinos, especialmente en el contexto del tramo final del río Ebro y su delta, con énfasis en los siguientes aspectos: flujos y pulsos de agua, sedimentos, nutrientes y contaminantes; estructura y dinámica de hábitats y poblaciones; impactos del cambio climático en los ríos y zonas costeras; gestión de la biodiversidad y de las especies invasoras.

Horticultura Ambiental
- Valorar el problema y la solución como parte del paisaje, dado que tanto el uno como el otro forman parte de una intrincada red de biodiversidad y los cambios tienen efecto en la totalidad del sistema, en mayor o menor grado.
- Efectos del cambio global en la agricultura.
- Trazabilidad productiva: efectos de los sistemas de producción en la calidad del producto y el respeto medioambiental.

Producción Ecológica y Bioenergía
- Mejorar los sistemas de producción, transformación y comercialización de los productos agrarios mediante métodos sostenibles y respetuosos con el medio ambiente, especialmente los recogidos en la normativa europea de producción ecológica.
- Mejora de los procesos de producción de materias primas y su valorización para uso energético, así como el desarrollo de nuevos métodos de transformación y mejora de la eficiencia de transformación.

Uso Eficiente del Agua
- Gestión eficiente del agua. Determinación de los requerimientos hídricos de los cultivos y métodos de programación de regadío. Mejora en la eficiencia del riego. Funciones de producción del agua. Economía del riego. Calidad del agua de riego.
- Manejo del agua en condiciones de déficit. Fisiología del déficit hídrico en la planta. Sensibilidad estacional al déficit hídrico. Mitigación del déficit hídrico. Modelización de procesos.
- Ingeniería del riego. Sensorización de la respuesta de las plantas al déficit hídrico. Sensorización del ambiente. Programación del riego a base de sensores. Sistemas de comunicaciones. Gestión de la información.
- Nutrición mineral y riego. Requerimientos nutritivos de las plantas. Estrategias de aplicación de nutrientes. Fertirrigación. Sensibilidad estacional. Nutrición mineral y calidad de la producción.
- Control del riego a escala regional. Análisis zonal del estado hídrico sobre la base de teledetección. Gestión del riego en Comunidades de Regantes. Modelos en el uso del agua en escenarios climáticos cambiantes.

### Economía Agroalimentaria
Esta área cuenta con dos programas: Economía agroalimentaria y Economía de los recursos naturales y desarrollo agroalimentario.
Economía agroalimentaria
- Analizar los aspectos socioeconómicos relacionados con la producción, transformación, distribución y consumo de alimentos.
- Ayudar a la mejor comprensión de los principales factores determinantes de las decisiones de producción e inversión de los productores agrarios.
- Estudiar el impacto económico potencial tanto a nivel micro como macro de las políticas agrarias.
- Caracterizar y comprender mejor el comportamiento de los consumidores.

Economía de los Recursos Naturales y Desarrollo Agroalimentario
- Valoración de los impactos económicos de las consecuencias medio ambientales de las actividades agrarias y alimentarias.
- Análisis del impacto económico de las medidas encaminadas a mejorar la sostenibilidad del sistema agroalimentario.

## Centros
Un conjunto de 10 Centros y Estaciones Experimentales propios y 7 consorciados constituyen el sistema corporativo del IRTA, repartidos en 28 ubicaciones en todo el territorio.
Los centros propios son los Servicios Corporativos de Barcelona, el Centro de Lérida, la Estación Experimental de Lérida, la Estación Experimental del Ebro, el Centro de Monells, San Carlos de la Rápita, Cabrils, Cabrils, el Centro Mas de Bover, Torre Marimon, la Estación Experimental de Alcarrás y la Estación Experimental del El Prat de Llobregat. Por otra parte, los centros concertados del IRTA son el Centro de Investigación Agrigenómica (CRAG), el Centro de Investigación en Sanidad Animal (CReSA), el Centro de Nuevas Tecnologías y Procesos Alimentarios (CENTA), la Estación Experimental Mas Badia, el Centro de Investigación en Economía y Desarrollo Agroalimentario (CREDA), el Centro de Investigación Ecológica y Aplicaciones Forestales (CREAF) y Semega.